# Harántfogú törpecsiga
A harántfogú törpecsiga vagy balogcsiga (Vertigo angustior) Európában elterjedt, kis méretű csigafaj.

## Megjelenése

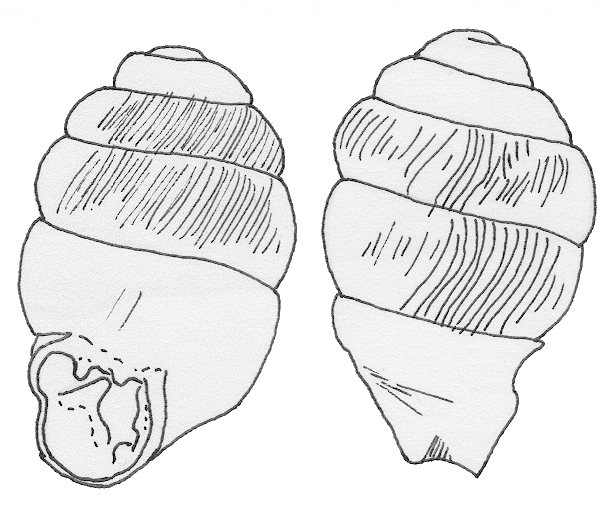
A csigaház rajza

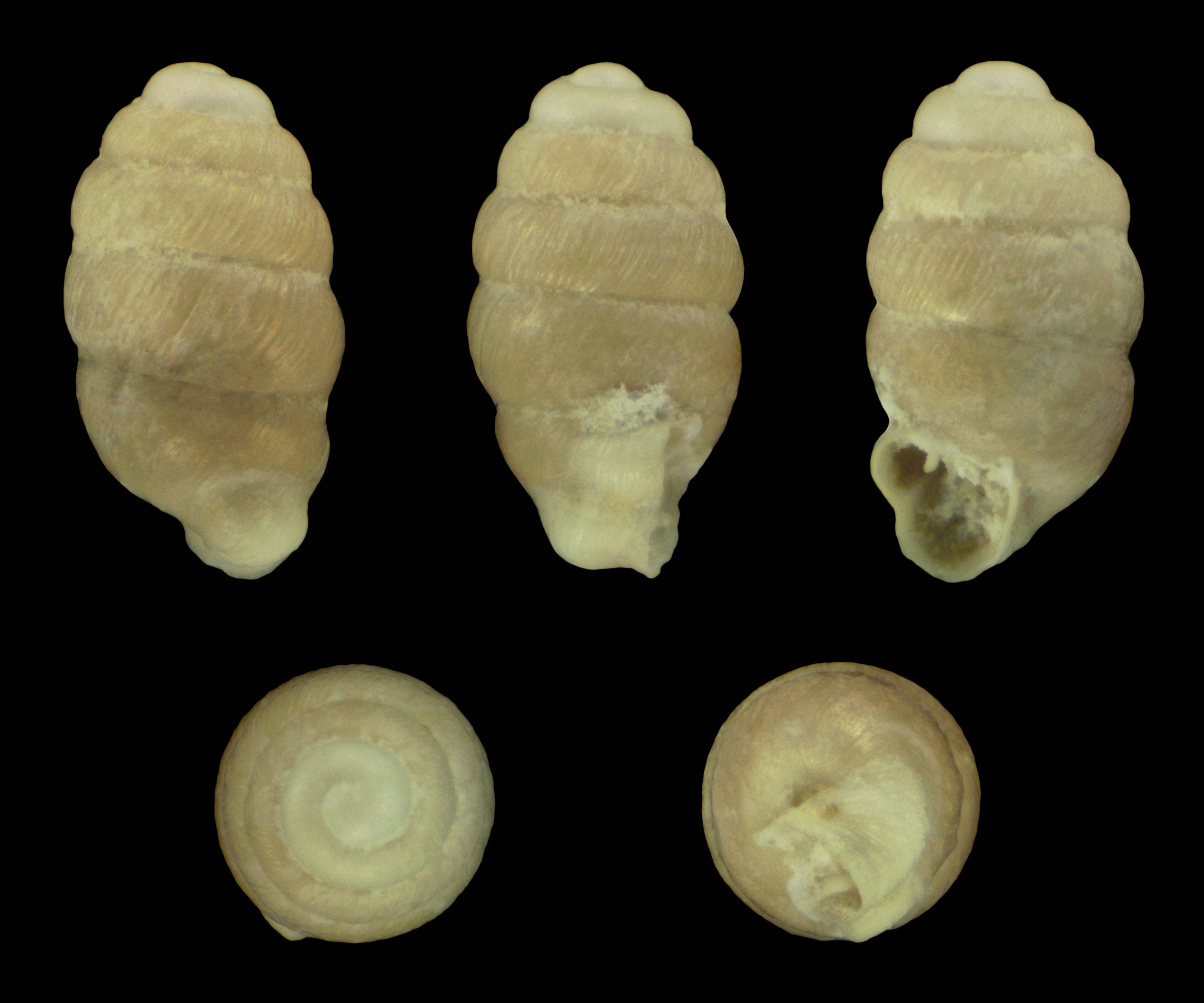
Őskövület, pleisztocén

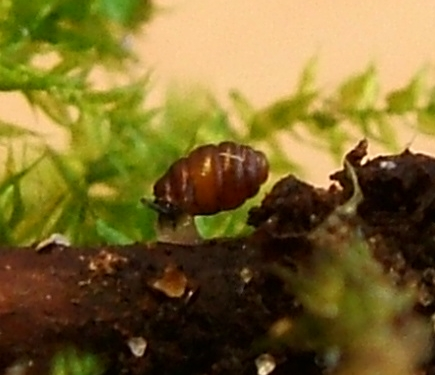
Élő törpecsiga

A csigaház mindössze 2 mm magas és 1 mm széles, 5-6 kanyarulatból áll. A ház balra csavarodik, ovális alakú, színe sárgásbarna szaruszín, felülete finoman rovátkolt. A szájadék viszonylag kicsi, pereme kissé megvastagodott, benne 4-6 fog- illetve lemezszerű kiemelkedés figyelhető meg. A hasonló fajoktól balmenetes háza, a szinten balra csavarodó balmenetes törpecsigától (V. pusilla) pedig az különbözteti meg, hogy utóbbi szájadékában 6-9 fog található.

## Elterjedése
Szórványosan egész Európában megtalálható, Dél-Skandináviától Olaszországig, Írországtól egészen a Kaszpi-tengerig, és a Dél-Urálig, illetve Észak-Iránig. Európa legdélebbi részein hiányzik. Élőhelyének csökkenése miatt az utóbbi 10 évben létszáma mintegy 30%-kal visszaesett. Magyarországon viszonylag gyakori, a többi hazai Vertigo-fajjal együtt fordul elő.  

## Életmódja
A harántfogú törpecsiga a nedves területeket, lápréteket, sós mocsarakat és a tengerparti füves dűnéket kedveli. Élőhelypreferenciája az éghajlattal változik, Skandináviában elviseli a nyíltabb és szárazabb, növényzettel kevésbé fedett területeket, míg a Brit-szigeteken csak rövid füvű, állandóan vizes réteken él meg. Általában az avarban, nyáron a növények leveleinek tövében is megtalálható. Svájcban 1150 (ritkán 1900) m magasságig él. Feltehetően a növények felszínére tapadó alacsonyabbrendű gombákkal táplálkozik.
Szaporodási ideje májustól októberig tart, de a száraz időjárás ezt félbeszakíthatja. 0,5-0,65 mm-es petéit egyesével rakja le a fűre vagy mohára, évente összesen 20-70 darabot. A peték 11-16 nap (23-19 °C-on) múlva kelnek ki és 40-55 aktív nap (amibe a száraz napok nem számítanak). Élettartamuk 2 év, az utolsó pete lerakása után kb. 10 nappal elpusztulnak.
Magyarországon védett, természetvédelmi értéke 5000 Ft. 